# Platts

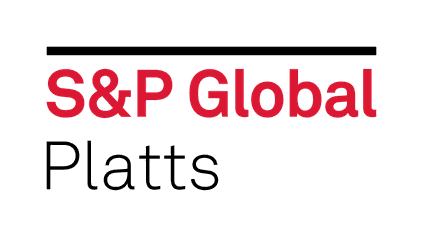
Logo actual

Platts es una división de la multinacional McGraw-Hill. Esta división es la sociedad rectora (dirige y gestiona) del mercado financiero de futuros y opciones de productos derivados que son negociados (contratación y liquidación) en los mercados de origen de los productos energéticos de todo el mundo. Por ello es la única entidad que suministra información sobre futuros y opciones de los producto derivados energéticos en todo el mundo, exigiendo para ello una cláusula de confidencialidad de los datos suministrados y el pago de una subscripción anual.

## Precios Platts
En economía se entiende por precios Platts a los precios estándar o de referencia a nivel mundial de una muy extensa variedad de productos básicos para la manufactura de la industria. Así, basándose en los precios Platts, se establecen en todo el mundo los precios de compra y venta de los diferentes recursos obtenidos del petróleo, la electricidad, el gas natural, el carbón, la energía nuclear, la refinación petroquímica y la explotación de los metales; como por ejemplo: gasóleos, gasolinas, megavatio eléctrico, megavatio eólico, gas propano, antracita, benzeno, metanol, oro, aluminio, y un larguísimo etcétera.
El precio Platts de un producto se establece con la cotización más alta del mismo al cierre del mercado del día anterior. En la globalización de la economía mundial de hoy en día, el acceso a estos datos suponen una gran ventaja para las empresas al conocer con un día de antelación los precios de compra de las materias con las que trabajan. 